# Кантона (Мексика)

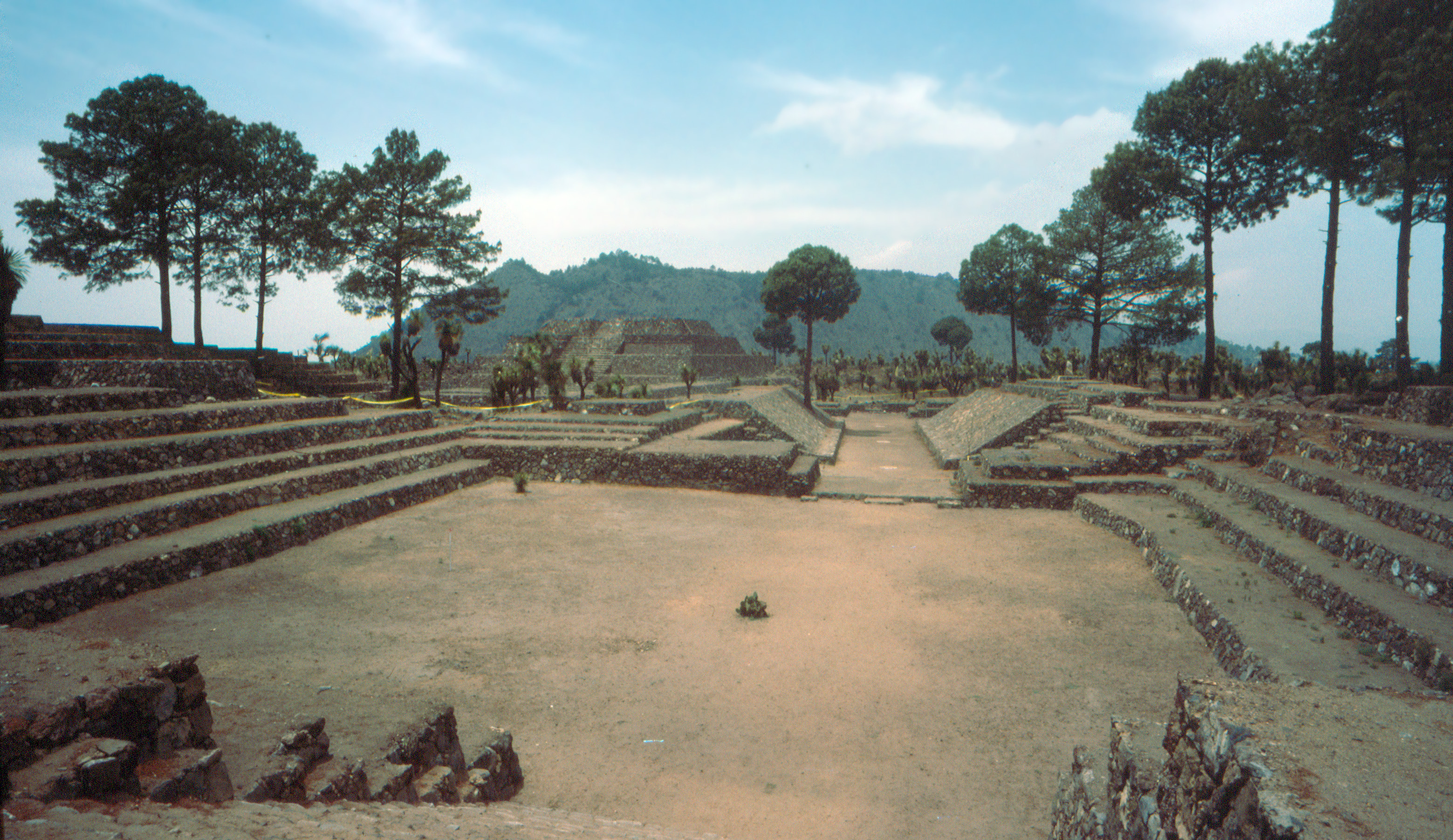
Поле для игры в мяч, Кантона

Кантона (исп. Cantona) — городище в мексиканском штате Пуэбла, на границе со штатом Веракрус, примерно в 1 часе езды от города Пуэбла и в полутора часах езды от города Шалапа в штате Веракрус. К началу 21 века были проведены лишь поверхностные археологические раскопки, затронувшие не более 10 % городища.
Сильно укреплённая, Кантона находилась на древнем торговом пути между побережьем Мексиканского залива и Центральным нагорьем, и играла важную роль в период 600—1000 гг. н. э. В Кантоне располагалось 24 поля для игры в мяч, а также несколько пирамид. Неподалёку располагалось место, где добывали обсидиан.
Необычным является то, что здания в Кантоне, в отличие от многих других городищ Мексики, были сооружены методом сухой кладки, без связывающего раствора.